# L'uomo che vide il futuro
L'uomo che vide il futuro (The Man Who Saw Tomorrow) è un film in stile documentaristico del 1981 sulle profezie dell'astrologo e medico francese Nostradamus.
È narrato (o forse sarebbe meglio dire "condotto") da Orson Welles.
Il film illustra molte delle profezie di Nostradamus sul mondo moderno, così come sono state interpretate dagli studiosi che hanno tradotto i suoi lavori. In aggiunta è fornita qualche indicazione biografica su Nostradamus, che include il suo lavoro come medico nel XVI secolo, periodo di diffusione di alcune epidemie.
Il film offre alcune possibili prove sulla capacità predittiva di Nostradamus, anche se, come altri lavori, non c'è nulla che riesca a provare in maniera definitiva la sua abilità nel prevedere il futuro. L'ultima parte del film discute le sue profezie (abbastanza oscure) relative al nuovo millennio.

## Narrazione
Il film è strutturato in tre parti principali: la vita di Nostradamus, le profezie interpretate come fatti già realmente accaduti, le profezie che si presume si verificheranno.

## Remake del 1991
Il 20 febbraio 1991 la NBC mandò in onda un remake di questo film, condotto e narrato da Charlton Heston. Gran parte dello stesso filmato, doppiaggio e colonna sonora sono stati mantenuti dal film originale.